# 夏の高校生フットサル大会
夏の高校生フットサル大会（なつのこうこうせいフットサルたいかい）は、夏高フットサル実行委員会・が主催する高校フットサルの大会である。略称は「夏高フットサル」。2008年に第1回が開催された。
この大会には日本フットサル連盟・日本サッカー協会・全国高等学校体育連盟は主催者などとして関わっていないが、現在のところ全国レベルで行われる唯一の高校フットサル大会である。

## 大会方式
大会は、高校生であれば誰でも参加が可能な大会である。

## 歴代優勝校
| 回 | 年   | 男子優勝 | 女子優勝 | 混合優勝 |
| -- | ---- | -------- | -------- | -------- |
| 1  | 2008 | 浦和南   | 飛鳥     | 大宮光陵 |
| 2  | 2009 | 和歌山北 |          |          |

| 回 | 年   | 優勝                 | 準優勝               |
| -- | ---- | -------------------- | -------------------- |
| 3  | 2010 | 前橋育英高校         | 武相高校             |
| 4  | 2013 | 西武台高校           | 向上高校             |
| 5  | 2014 | 東大和高校           | 西武台高校           |
| 6  | 2015 | 武相高校             | 西武台高校           |
| 7  | 2016 | 武相高校             | 府中アスレティック   |
| 8  | 2017 | ばもFC               | 安房拓心高校         |
| 9  | 2018 | 自由が丘学園高校     | 高松北高校           |
| 10 | 2019 | 東海大Chulo Socio    | Anillo FC CHIBA      |
| 11 | 2020 | S.B.F.C.ロンドリーナ | レボナ滋賀           |
| 12 | 2021 | レボナ滋賀           | 関東第一高校         |
| 13 | 2022 | 東海大静岡翔洋高校   | 日本学園高校         |
| 14 | 2023 | 関東第一高校         | 安房拓心高校         |
| 15 | 2024 | 東海大静岡翔洋高校   | 武相高校             |
| 16 | 2025 | 武相高校             | 土浦日大中等教育学校 |

※2011年の大会は震災の影響で中止 - 2012年の大会は未開催